# Ein Gedi (Kibuț)
Ein Gedi (ebraică:עֵין גֶּדִי - citește Ein Ghedi ) este un kibuț pe malul de vest de la Marea Moartă în Israel. Este situat la marginea Deșertului Iudaic unde se afla istoricul Ein Gedi, serviciile municipale sunt furnizate de către Consiliul Regional Tamar.

## Istoria
Kibuțul a fost fondat în 1956 de absolvenții mișcării de tineret sioniste și membrii ai Nahal. Situat pe marginea liniei verzi ce separă Israelul de Iordania, kibuțul a fost complet izolat în deșert, cel mai apropiat sat israelian era la câteva ore depărtare (legătura era asigurată printr-un drum nemodernizat). După Războiul de Șase Zile
din 1967, drumul a fost pavat de la Ierusalim prin Ierihon și de-a lungul țărmului de la Marea Moartă. Acest lucru a pus capăt, în esență, izolării kibuțului și a deschis ușa dezvoltării acestuia.

## Demografia
În kibuț locuiesc 650 de persoane, dar doar 240 sunt membrii oficiali.

## Preocupări economice
Locuitorii din Ein Gedi se ocupă în principal cu agricultura și turismul (în zona înconjurătoare și siturile cu antichități din vecinătate). În 1997, kibuțul a deschis o fabrică de  îmbuteliere a apei de izvor. Produsul este cunoscut sub numele de Apa Minerală Ein Gedi. Aceasta a dus la controverse în ceea ce privește revânzarea de o resursă publică.

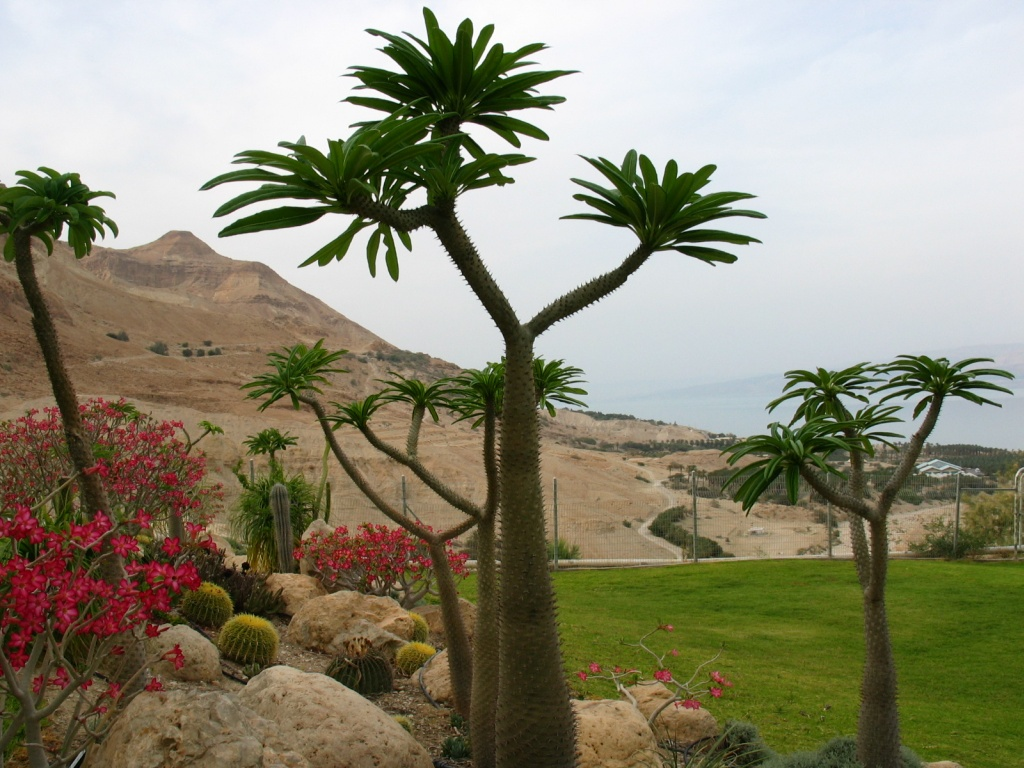
Grădina Botanică de-a lungul coastei Mării Moarte.

### Grădina Botanică
Kibuțul operează 10 ha de locuințe din grădina botanică unde se află peste 900 de specii de plante din întreaga lume. Grădina este de fapt prevăzută în așa fel încât aceasta încorporează satul din cadrul acesteia. Grădina s-a alăturat registrului "Botanic Gardens Conservation" în 1994. Grădina include palmieri Phoenix dactylifera și Arecaceae, floră tropicală și de deșert.